# Рокруа
Рокруа́ (фр. Rocroi) — муніципалітет у Франції, у регіоні Гранд-Ест, департамент Арденни. Населення — 2259 осіб (01.01.2021).
Муніципалітет розташований на відстані близько 200 км на північний схід від Парижа, 110 км на північ від Шалон-ан-Шампань, 23 км на північний захід від Шарлевіль-Мезьєра.

## Історія
Фортеця Рокруа була побудована в 1550-і роки (в правління Генриха II) з метою зміцнення кордону. 19 травня 1643 року під час Тридцятилітньої війни тут відбулась  битва між французами і іспанцями.

## Демографія
Динаміка населення (Ehess і INSEE ):
Розподіл населення за віком та статтю (2006):
| Стать | Всього | До 15 років | 15-24 | 25-44 | 45-64 | 65-85 | Понад 85 |
| --- | ------ | ----------- | ----- | ----- | ----- | ----- | -------- |
| Чоловіки | 1170   | 227         | 101   | 340   | 309   | 185   | 8        |
| Жінки | 1191   | 189         | 148   | 295   | 278   | 244   | 37       |
| \| Статево-вікова піраміда \| Статево-вікова піраміда \| Статево-вікова піраміда \| \| ----------------------- \| ----------------------- \| ----------------------- \| \| Чоловіки \| Вік \| Жінки \| \| 8 \| 85 + \| 37 \| \| 33 \| 80-84 \| 33 \| \| 38 \| 75-79 \| 50 \| \| 57 \| 70-74 \| 78 \| \| 57 \| 65-69 \| 83 \| \| 44 \| 60-64 \| 66 \| \| 82 \| 55-59 \| 66 \| \| 87 \| 50-54 \| 81 \| \| 96 \| 45-49 \| 65 \| \| 86 \| 40-44 \| 79 \| \| 90 \| 35-39 \| 85 \| \| 87 \| 30-34 \| 79 \| \| 77 \| 25-29 \| 52 \| \| 44 \| 20-24 \| 72 \| \| 57 \| 15-20 \| 76 \| \| 91 \| 10-14 \| 80 \| \| 81 \| 5-9 \| 63 \| \| 55 \| 0-4 \| 46 \| |        |             |       |       |       |       |          |
| Статево-вікова піраміда |        |             |       |       |       |       |          |
| Чоловіки | Вік    | Жінки       |       |       |       |       |          |
| 8 | 85 +   | 37          |       |       |       |       |          |
| 33 | 80-84  | 33          |       |       |       |       |          |
| 38 | 75-79  | 50          |       |       |       |       |          |
| 57 | 70-74  | 78          |       |       |       |       |          |
| 57 | 65-69  | 83          |       |       |       |       |          |
| 44 | 60-64  | 66          |       |       |       |       |          |
| 82 | 55-59  | 66          |       |       |       |       |          |
| 87 | 50-54  | 81          |       |       |       |       |          |
| 96 | 45-49  | 65          |       |       |       |       |          |
| 86 | 40-44  | 79          |       |       |       |       |          |
| 90 | 35-39  | 85          |       |       |       |       |          |
| 87 | 30-34  | 79          |       |       |       |       |          |
| 77 | 25-29  | 52          |       |       |       |       |          |
| 44 | 20-24  | 72          |       |       |       |       |          |
| 57 | 15-20  | 76          |       |       |       |       |          |
| 91 | 10-14  | 80          |       |       |       |       |          |
| 81 | 5-9    | 63          |       |       |       |       |          |
| 55 | 0-4    | 46          |       |       |       |       |          |

## Економіка
2010 року серед 1561 особи працездатного віку (15—64 років) 1089 були активними, 472 — неактивними (показник активності 69,8%, у 1999 році було 65,1%). З 1089 активних мешканців працювала 921 особа (529 чоловіків та 392 жінки), безробітними було 168 (82 чоловіки та 86 жінок). Серед 472 неактивних 117 осіб було учнями чи студентами, 144 — пенсіонерами, 211 були неактивними з інших причин.

У 2010 році у муніципалітеті числилось 1021 оподатковане домогосподарство, у яких проживали 2297,0 особи, медіана доходів виносила 15 391 євро на одного особоспоживача.